# Naprej (pesem)
Naprej je vokalna pesem, ki jo je napisal slovenski general in pesnik Rudolf Maister.

## Besedilo
Bratje! V Triglavu ognji gore:

žarki kresovi, krvavi plameni,

kakor silni meči ognjeni,

ki jih sami arhanglji vihte.

Bratje! Naša pomlad gre iz tal,

bistra ko burja, močna ko val:

v naša domovja se je zagnala,

tmo' razklala, sonce skovala,

sonce – kralja Matjaža dan.

Bratje, v sedlo, vajeti v dlan:

Drava nas zove, Jadran rjove,

vranci naj skrešejo trde podkve,

bratje – naprej!